# The Family Ghost
"The Family Ghost" är en singel släppt 1987 av den danska skräckrockaren King Diamond. Låtern återfinns på densammes skiva "Abigail". På B-sidan finns låten "Shrine" med, som till dess hade varit outgiven. "Shrine" var senare med på återutgåvan av "Abigail".

## Låtarna
1. The Family Ghost (4:05)
2. Shrine (4:23)

## Personal
- Sång: King Diamond
- Gitarr: Andy La Rocque
- Gitarr: Michael Denner
- Bas: Timi Hansen
- Trummor: Mikkey Dee